# HD191742
HD191742 — хімічно пекулярна зоря спектрального класу A5, що має видиму зоряну величину в смузі V приблизно  8,1.
Вона  розташована на відстані близько 1160,7 світлових років від Сонця.

## Пекулярний хімічний склад
Зоряна атмосфера HD191742 має підвищений вміст 
Cr
.

## Магнітне поле
Спектр даної зорі вказує на наявність магнітного поля у її зоряній атмосфері.
Напруженість повздовжної компоненти поля оціненої з аналізу
крил ліній Бальмера
становить  610,7± 246,8 Гаус.